# شومه (ایوانگیتسا)
شومه (به صربی: Šume) یک منطقهٔ مسکونی در صربستان است که در ایوانئیتسا واقع شده‌است. شومه ۱۰٫۹۶ کیلومتر مربع مساحت و ۱٬۲۵۰ نفر جمعیت دارد.